# Peperomia mocquerysi
Peperomia mocquerysi är en pepparväxtart som beskrevs av C. Dc.. Peperomia mocquerysi ingår i släktet peperomior, och familjen pepparväxter. Inga underarter finns listade i Catalogue of Life.